# Schermata nera di errore
La schermata nera di errore (in inglese Black Screen of Death, abbreviato in BlSoD, detta anche in italiano schermo nero della morte) è una schermata di avviso di errore informatico critico, presente in diversi sistemi operativi. La si vede soprattutto nei sistemi più datati, come Windows 3.x.

BlSoD in Windows 3.1

## Windows 3.x
In Windows 3.1, la schermata nera della morte viene mostrata quando un'applicazione DOS non si avvia correttamente. Tutto lo schermo diventa nero, con delle scritte e un cursore lampeggiante nell'angolo in alto a sinistra dello schermo. L'unico modo per uscire dalla schermata nera è riavviare forzatamente il sistema (CTRL+ALT+CANC o altri comandi non hanno alcun effetto, occorre proprio scollegare e ricollegare l'alimentazione). La schermata nera è stata rimpiazzata dalla schermata blu d'errore (blue screen of death) nelle versioni più recenti di Windows 3.x. Anche in tali versioni esiste comunque una schermata nera per gli errori durante l'avvio del sistema operativo, che con Windows Vista diventerà rossa. La schermata blu d'errore appare in tutte le versioni di Windows, comprese quelle attuali.

## OS/2
In OS/2, la schermata nera di errore, o il TRAP screen appare quando il kernel incappa in un errore che non può essere ripristinato autonomamente. Questo capita in caso di overclocking dell'hardware, o di disfunzioni hardware. A volte può capitare anche in caso di errore software. OS/2 mostra il BlSoD anche in caso di "errore grave". Capita quando un'applicazione va in crash o quando l'accesso a un drive è impossibile (disco non inserito...). L'utente può uscire dalla schermata nera riavviando (CTRL-ALT-CANC) o facendo un dump di memoria (CTRL-ALT-BLOCNUM due volte), che crea una copia del contenuto della RAM al momento dell'errore.

## Windows
Windows 95, 98, 2000, ME, XP, Vista e 11 mostrano anch'essi il BlSoD quando il sistema operativo non può essere avviato. Ciò può essere dovuto alla mancanza di uno o più file di base. A volte l'utente è costretto a reinstallare Windows. A partire da Windows Vista la BlSoD negli errori del bootstrap viene sostituita da una schermata rossa di errore.